# Jesenický rybník
Jesenický rybník, nazývaný také Rybník pod zámkem nebo Zámecký rybník, je rybník v Jeseníku nad Odrou v okrese Nový Jičín v Moravskoslezském kraji. Nachází se na pravém břehu řeky Odra v nížině Oderská brána v chráněné krajinné oblasti Poodří a na Moravě.

## Historie a popis
Rybník, který je v nadmořské výšce 255 m a má vodní plochu 86151,8 m². Je postaven u zámku v Jeseníku nad Odrou a zdrojem vody je blízká řeka Odra. Nachází se také poblíž trasy naučné stezky Krajinou povodní a přírodní památky Meandry Staré Odry. Rybník, který zanikl asi v roce 1900, byl opětovně obnoven na kyselých lukách v listopadu 1949 zdejším Rybářským družstvem. Družstvo zde hospodařilo až do září 1953, kdy mu byl rybník odebrán. Rybník se stal součástí Jednotného zemědělského družstva v Jeseníku nad Odrou, které zde hospodařilo až do roku 1989. V roce 1990 byl rybník v rámci restitucí opět navrácen místnímu Rybářskému družstvu. Výlov zde probíhá pravidelně v říjnu včetně prodeje živých ryb a tradičních smažených kaprů. Podstatnou část břehů Jesenického rybníka lemuje rákosový porost.

## Další informace
Rybník je celoročně volně přístupný.

## Galerie

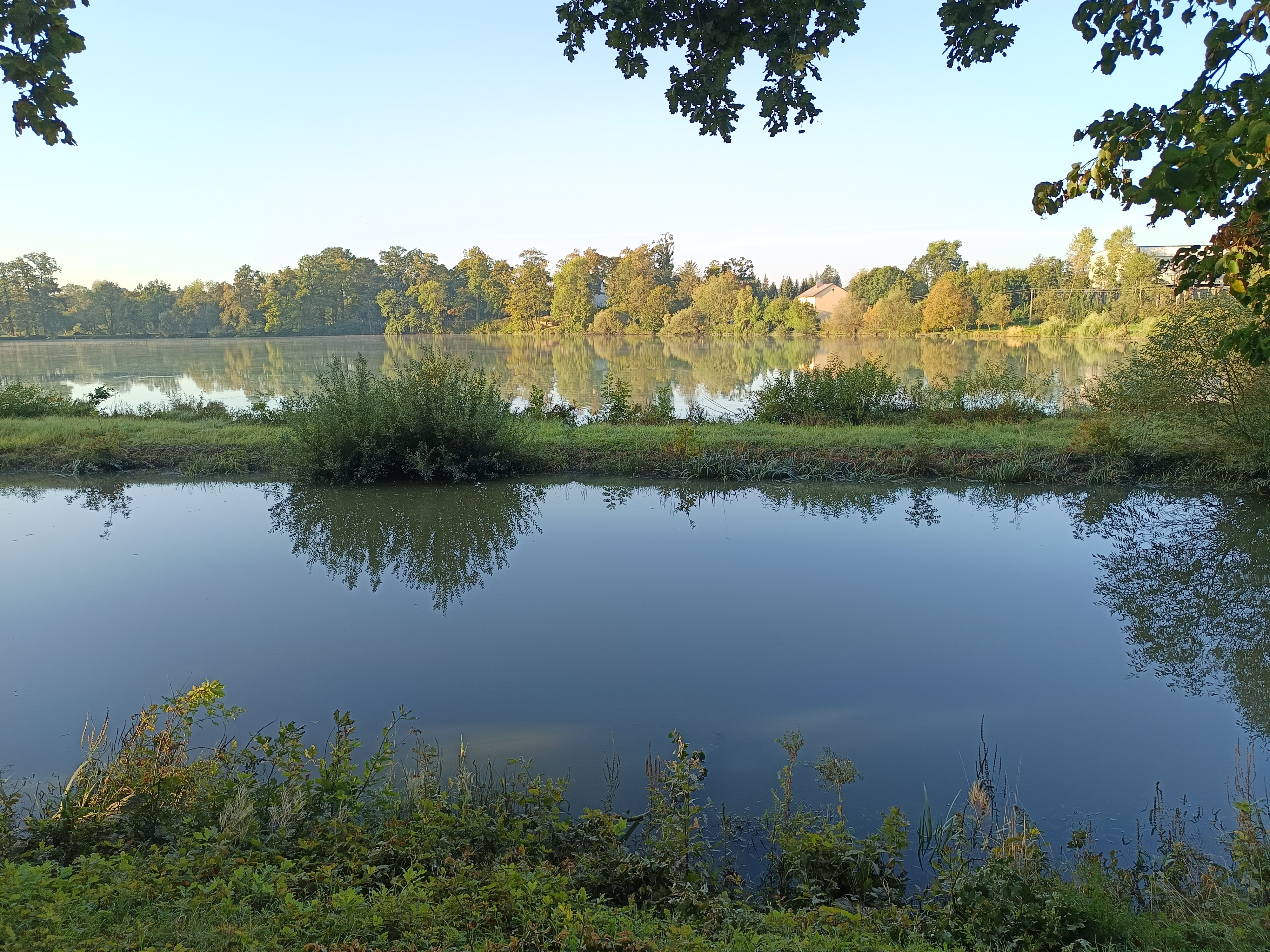
Pohled na rybník z nedaléké naučné stezky Krajinou povodní